# Museo delle armi moderne
Il Museo delle armi moderne ha sede a Città di San Marino, Repubblica di San Marino, in palazzo Manzoni Borghesi (vicino alla basilica di San Marino) e ospita una collezione privata oplologica. 
Raccoglie circa duemila armi da fuoco, incentrandosi in particolare su oggetti in uso nel periodo che va dalla prima alla seconda guerra mondiale. Le armi custodite sono di varia provenienza. 